# コナーラク
コナーラク（ベンガル語：কোনার্ক、ヒンディー語：कोनार्क、英語：Konark）は、インドのオリッサ州プリー県の都市。コナラク、コナラーク、コナークとも表記する。
州都のブヴァネーシュヴァルから南東約70kmに位置している。太陽神寺院（スーリヤ寺院）が有名で、「コナーラクのスーリヤ寺院」として世界遺産に登録されている。